# Іванов Михайло Олександрович (зброяр)
Михайло Олександрович Іванов (29 липня 1906 рік, Санкт-Петербург — 13 січня 1958 рік, Сарапул) — радянський зброяр, в 1941-1947 директор заводу № 74 (Іжевський машинобудівний завод). Депутат Верховної Ради СРСР у 1946-1950 роках.

## Життєпис
З 12-річного віку працював в Іжевську на збройовому заводі різноробочим, токарем.
У 1935 році закінчив Ленінградський військово-механічний інститут за спеціальністю інженер-механік. Працював начальником відділу кадрів заводу № 180, заступником головного інженера заводу № 74. У 1941 році секретар Удмуртського обкому КПРС з оборонної промисловості.
З 8 липня 1941 по 1946 рік директор заводу № 74 (Іжевський машинобудівний завод, виробництво стрілецького озброєння). Інженер-полковник.
В результаті змін у технології виробництва й організації праці виробіток на одного робітника на заводі № 74 в 1943 році збільшилася більш ніж у 4 рази порівняно з довоєнним рівнем. У 1944-1945 роках на Іжевському заводі № 74 було виготовлено понад 9 тисяч гармат Б-20.
При Іванові, в 1941 році завод освоїв виробництво гармати конструкції Б. Р. Шпитального (ШВАК). Пізніше завод почав виробництво новітніх гармат НС-37 та НС-45.
Завод під керівництвом Іванова двічі був нагороджений Орденом Леніна 18 січня 1942 р. та 20 жовтня 1944 р. Також Михайло Іванов сам був нагороджений Орденом Леніна за зразкове виконання завдання по випуску артилерійського, стрілецького озброєння та військових приладів.
У 1947-1958 директор заводу імені Орджонікідзе в Сарапулі.
При Іванові завод імені Орджонікідзе не припиняючи виробляти високоякісну радіоапаратуру для бронетанкових військ, почав масове виробництво цивільної продукції. Рятувальна радіостанція «Шлюп» та радіола «Комета», перша УКХ радіола в СРСР, у 1958 році були нагороджені золотими медалями Міжнародної виставки у Брюсселі.
В 1955-57 роках Михайло Іванов брав активну участь у будівництві Іжевського телецентру, за що був нагороджений Почесною грамотою Президії Верховної Ради УАССР.
Похований на міському кладовищі Сарапула.
Нагороди
- Орден Леніна (18.01.1942)
- Орден Трудового Червоного Прапора (1944)
- Орден Вітчизняної війни I ступеня (1945)[6]
- Медаль «За перемогу над Німеччиною у Великій Вітчизняній війні 1941-1945 рр.»
- Почесна грамота Президії Верховної Ради УАССР